# Moisés Arce
Oscar Moisés Arce Ramírez (Torreón, Coahuila, México; 17 de octubre de 1995) es un futbolista mexicano. Juega como mediocampista en el Sporting San Miguelito de la liga Panameña

## Trayectoria
Inició su carrera en 2009 jugando para el equipo de la categoría Sub-15 del Club Santos Laguna. En el 2011 subió de categoría a la Sub-17 en donde se mantuvo durante dos años, logró el subcampeonato del torneo Apertura 2011 al perder la final contra Pachuca. y en febrero de 2013 fue convocado para participar en el Torneo de Viareggio,  en donde solo jugó un partido.
La temporada 2013-14 llegó a préstamo al equipo Calor de San Pedro, donde fue titular y disputó la liguilla de los torneos Apertura y Clausura, en ambas ocasiones siendo eliminado por Pioneros de Cancún. La siguiente temporada regresó a Santos, esta vez con la categoría Sub-20 y a partir del torneo Apertura 2015 pasó a jugar con el equipo filial de Santos en la Segunda División de México, el Santos Laguna Premier. Se mantuvo durante una temporada en el equipo premier y llegó al Tampico Madero Fútbol Club para el torneo Apertura 2016. En 2017 regresó al Santos Laguna Premier, estuvo ahí durante un año y para el 2018 llegó al Guadalupe Fútbol Club de Costa Rica, junto con su compañero de equipo Mario Rodríguez.
El 24 de mayo se anunció su traspaso al Club Sport Herediano.

## Estadísticas

### Clubes
Actualizado al último partido jugado el 12 de septiembre de 2021.
| Tampico Madero F. C. · México                                                 | 2.ª                 | 2016-17             | 4  | 0 | - | - | - | - | 4  | 0 | 0,00 |
| Tampico Madero F. C. · México                                                 | Total               | Total               | 4  | 0 | 0 | 0 | 0 | 0 | 4  | 0 | 0,00 |
| Guadalupe F. C. · Costa Rica                                                  | 1.ª                 | 2017-18             | 15 | 3 | - | - | - | - | 15 | 3 | 0,20 |
| Guadalupe F. C. · Costa Rica                                                  | 1.ª                 | 2018-19             | 28 | 1 | - | - | - | - | 28 | 1 | 0,04 |
| Guadalupe F. C. · Costa Rica                                                  | Total               | Total               | 43 | 4 | 0 | 0 | 0 | 0 | 43 | 4 | 0,09 |
| C. S. Herediano · Costa Rica                                                  | 1.ª                 | 2019-20             | 5  | 0 | - | - | - | - | 5  | 0 | 0,00 |
| C. S. Herediano · Costa Rica                                                  | Total               | Total               | 5  | 0 | 0 | 0 | 0 | 0 | 5  | 0 | 0,00 |
| San Miguelito · Panamá                                                        | 1.ª                 | 2021                | 24 | 1 | - | - | - | - | 24 | 1 | 0,00 |
| San Miguelito · Panamá                                                        | Total               | Total               | 24 | 1 | 0 | 0 | 0 | 0 | 24 | 1 | 0,05 |
| Total en su carrera                                                           | Total en su carrera | Total en su carrera | 76 | 5 | 0 | 0 | 0 | 0 | 76 | 5 | 0,07 |
| (1) Incluye datos de Copa México. (3) No incluye goles en partidos amistosos. |                     |                     |    |   |   |   |   |   |    |   |      |

## Palmarés
| Título                         | Club            | País       | Año    |
| ------------------------------ | --------------- | ---------- | ------ |
| Primera División de Costa Rica | C. S. Herediano | Costa Rica | A-2019 |